# モルティローロ峠
モルティローロ峠（伊：Passo del Mortirolo）は、イタリア、ロンバルディア州のソンドリオ県とブレシア県との間にある峠。標高1852m。

## 概要
自転車競技のロードレース、ジロ・デ・イタリアでは、標高1880m地点にあるフォッパ峠（Passo di Foppa）のことをモルティローロ峠と称しているが、実際の当峠は200〜300m東の分岐点付近にある。また、道幅は車一台分程度しかない。
- マッツォ・ディ・ヴァルテッリーナを起点とすると、水平距離換算12.4㎞地点にあり、平均斜度10.5％、最大斜度18％[3]。
- モンノを起点とすると、水平距離換算17.2㎞地点にあり、平均斜度6.7％。
- グロージオを起点とすると、水平距離換算14.8㎞地点にあり、平均斜度8.3％。
- なお、2012年のジロ・デ・イタリアでは、トーヴォ・ディ・サンターガタが起点とされた。そこからは水平距離換算11.4㎞地点にあり、平均斜度10.5％、最大斜度は22％である[4]。

また、2004年に死去したマルコ・パンターニを追悼し、その2年後の2006年に当峠に記念碑が設けられた。

## ジロ・デ・イタリア
歴代首位通過選手
| 年   | 選手名                         | 国籍       | ステージ | 起点                             |
| ---- | ------------------------------ | ---------- | -------- | -------------------------------- |
| 1990 | レオナルド・シエラ             | ベネズエラ | 17       | マッツォ・ディ・ヴァルテッリーナ |
| 1991 | フランコ・キオッチョーリ       | イタリア   | 15       | マッツォ・ディ・ヴァルテッリーナ |
| 1994 | マルコ・パンターニ             | イタリア   | 15       | マッツォ・ディ・ヴァルテッリーナ |
| 1996 | イヴァン・ゴッティ             | イタリア   | 21       | マッツォ・ディ・ヴァルテッリーナ |
| 1997 | ウラディミル・ベッリ           | イタリア   | 21       | マッツォ・ディ・ヴァルテッリーナ |
| 1999 | イヴァン・ゴッティ             | イタリア   | 21       | マッツォ・ディ・ヴァルテッリーナ |
| 2004 | ラッファエーレ・イッリアーノ   | イタリア   | 19       | マッツォ・ディ・ヴァルテッリーナ |
| 2006 | イヴァン・バッソ               | イタリア   | 20       | マッツォ・ディ・ヴァルテッリーナ |
| 2008 | アントニオ・コロム             | スペイン   | 20       | マッツォ・ディ・ヴァルテッリーナ |
| 2010 | イヴァン・バッソ               | イタリア   | 19       | マッツォ・ディ・ヴァルテッリーナ |
| 2012 | オリヴァー・ツァウグ           | スイス     | 20       | トーヴォ・ディ・サンターガタ     |
| 2015 | ステーフェン・クラウスヴァイク | オランダ   | 16       | マッツォ・ディ・ヴァルテッリーナ |
| 2017 | ルイス・レオン・サンチェス     | スペイン   | 16       | Edolo                            |
| 2019 | ジュリオ・チッコーネ           | イタリア   | 16       | マッツォ・ディ・ヴァルテッリーナ |
| 2022 | クーン・バウマン               | オランダ   | 16       | Edolo                            |